# 函館中央警察署
函館中央警察署（はこだてちゅうおうけいさつしょ）は、北海道警察函館方面本部が管轄する警察署の一つである。函館方面本部所在地。管轄区域の人口は、北警察署、豊平警察署（いずれも札幌市）に次いで北海道内3番目の大規模署になっている。

## 所在地
- 北海道函館市五稜郭町15番5号
  - 所在機関
  - 北海道警察函館方面本部

## 沿革
- 1872年（明治5年）6月 - 函館出張開拓使庁に「ら卒本営」を開設。
- 1877年（明治10年）3月 - 函館警察署となる。
- 1935年（昭和10年）4月 - 戸井警察署を統合。
- 1948年（昭和23年）3月 - 警察法施行により、函館警察署が函館地区警察署、函館市警察署、上磯町警察署に分割。
- 1952年（昭和27年）7月 - 函館市中央警察署に改称。
- 1954年（昭和29年）
  - 7月1日 - 警察法改正により、北海道警察が発足するも組織体制が整わないため暫定措置として、北海道函館方面函館地区警察署、北海道函館方面函館市中央警察署となる。
  - 8月31日 - 組織体制が整ったので北海道函館方面函館市中央警察署と北海道函館方面函館地区警察署を統合し、北海道函館方面函館中央警察署となる。
- 1974年（昭和49年）4月 - 函館方面本部との合同庁舎を五稜郭町に新築（それまでは新川町25-18（現在の函館地方合同庁舎）にあった）。
- 2004年（平成16年）12月 - 函館市と戸井町・恵山町・椴法華村・南茅部町の合併に伴い、南茅部町の管轄を森警察署から函館中央警察署へ変更[1]。

## 組織
- 署長（警視正）
- 副署長（警視）
- 警務官兼警務課長 
  - 警務課（警務係、犯罪被害者支援係、相談係）
  - 留置管理課（管理係）
  - 会計課（会計係）
- 地域官兼地域課長
  - 地域課（企画係、指令係、実務指導係、地域係、自動車警ら係）
- 刑事・生活安全官
  - 刑事第一課（強行犯係、鑑識係）
  - 刑事第二課（知能犯係、組織犯罪対策係、薬物銃器対策係）
  - 刑事第三課（指導係、盗犯係）
  - 生活安全課（生活安全係、少年係、生活経済・保安係、許可係）
- 交通官
  - 交通第一課（企画・規制係、指導係）
  - 交通第二課（捜査係）
- 警備課（公安係、外事係、警備係）

## 交番・駐在所
括弧内は所在地を表す。

### 函館市
- 美原交番（函館市美原2丁目38）
  - 赤川交番（当時所在地：函館市美原3丁目1-7）と鍛神交番（同、函館市中道2丁目24-10）を統合し、2018年4月13日から運用開始[3]
- 桔梗交番（函館市桔梗1丁目7-11）
- 駒場交番（函館市駒場町13-12）
- 昭和交番（函館市昭和4丁目27-20）
- 新川交番（函館市堀川町6-1）
- 杉並交番（函館市杉並町23-10）
- 富岡交番（函館市富岡町1丁目44-7）
- 人見交番（函館市人見町17-16）
- 本町交番（函館市本町7-20）
- 湯川交番（函館市湯川町1丁目32-3）
- 東山交番（函館市東山2丁目1-25）
- 日吉交番（函館市日吉町1丁目24-2）
- 旭岡駐在所（函館市西旭岡町2丁目51-6）
- 石崎駐在所（函館市石崎町302-1）
- 臼尻駐在所（函館市臼尻町119）
- 恵山駐在所（函館市日ノ浜町153-1）
- 恵山西駐在所（函館市中浜町74-1）
- 尾札部駐在所（函館市尾札部町339-1）
- 上湯川駐在所（函館市上湯川町11-1）
- 亀尾駐在所（函館市亀尾町58-1）
- 銭亀駐在所（函館市銭亀町141-5）
- 戸井駐在所（函館市浜町16-3）
- 戸井西駐在所（函館市小安町523-9）
- 椴法華駐在所（函館市新八幡町130-4）
- 南茅部駐在所（函館市川汲町427）
- 空港警備派出所（函館市高松町511 函館空港内）

### 北斗市
- 北斗交番（北斗市飯生2丁目1-9）※警視が交番所長を務める幹部交番
- 大野交番（北斗市本町1丁目5-7）[4]
- 七重浜交番（北斗市七重浜1丁目14-19）
- 当別駐在所（北斗市当別3丁目3-9）
- 茂辺地駐在所（北斗市茂辺地2丁目5-37）

### 七飯町
- 七飯交番（亀田郡七飯町本町6丁目2-13）
- 大沼駐在所（亀田郡七飯町字大沼町254-3）
- 峠下駐在所（亀田郡七飯町字峠下304-3）
- 七飯南駐在所（亀田郡七飯町字大川6丁目15-1）

## 備考
- 2008年から地域課長を3人配置して3交替制勤務とした。
- 2010年から機能強化を図るため各課の統合を行い、課長に警視を充て、その下に警部の統括官を配置した。
- 2012年から各課の統括官を課長代理に改称した。
- 2013年から警務課長を除き課長を警部に変更し、その上に刑事生活安全官、地域交通官を配置した。

## 未解決事件
- 2006年（平成18年）12月：函館市タクシー運転手強盗殺人・死体遺棄事件（函館西警察署との合同捜査本部設置）